# Phalanta alcippe
Phalanta alcippe is een vlinder uit de familie Nymphalidae. De wetenschappelijke naam is gepubliceerd in 1782 door Pieter Cramer.